# レクセル彗星
レクセル彗星（レクセルすいせい、Lexell's Comet）は1770年6月に天文学者の Charles Messier（シャルル・メシエ）によって発見された大彗星である。彗星の命名規則に基づいた名前はD/1770 L1であり、レクセル彗星という名称はこの彗星の軌道を計算したアンダース・レクセルに因んでいる。レクセル彗星は歴史上のどの彗星よりも地球の近くを通り過ぎたことで有名である。このときレクセル彗星は地球から0.015 AUの地点まで接近した。レクセル彗星は1771年以降は観察されておらず、見失われた彗星と見なされている。

## 発見

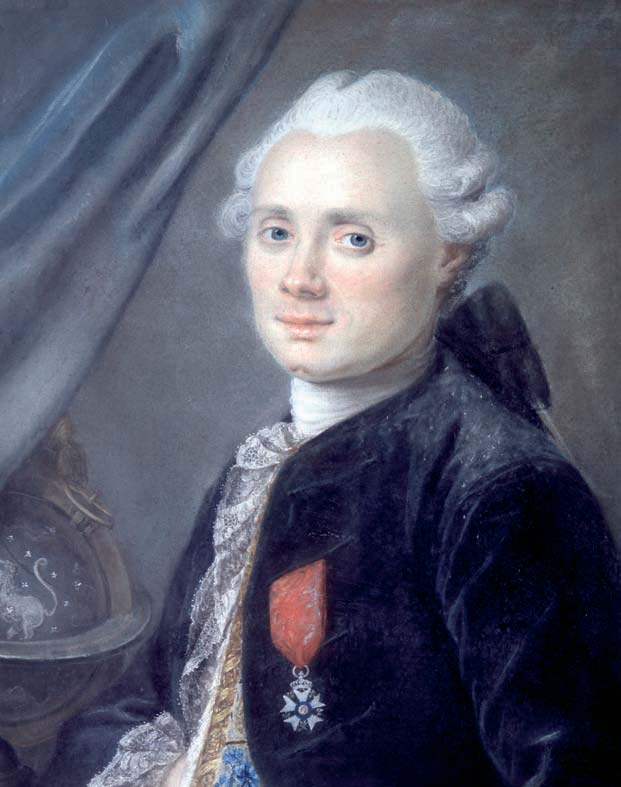
レクセル彗星を発見したシャルル・メシエ

レクセル彗星は1770年6月14日にいて座内でメシエが発見した。メシエがレクセル彗星を発見したときの彗星の大きさは小さかったが、その後の数日間でレクセル彗星は急速に大きさを増していった。彗星のコマは6月24日には27分角に達した。このとき彗星の見かけの等級は2等であった。レクセル彗星はメシエ以外の天文学者にも観察されている。
レクセル彗星は日本でも観察されており、この天文的・歴史的現象の記録が残っている。

## 地球への接近
1770年の7月1日には、レクセル彗星は地球から0.015 AUの地点を通り過ぎた。これは地球と月の距離の約6倍に値する。メシエは彗星のコマの直径を2度23分と測定した。これは、月の見かけの約4倍のサイズである。当時のイギリスの天文学者は、24時間以内に42度も空を移動したと指摘した。この天文学者は彗星の核が木星と同じ大きさに見えたと指摘し、「銀色に輝くコマに囲まれ、彗星の最も明るい部分は月の明るさと同じであった」と述べている。  
メシエは1770年10月3日に太陽から離れていくレクセル彗星を観測した。このときの観測が、レクセル彗星の最後の観測となった。

## 軌道
レクセル彗星の軌道計算は何回か行われ、軌道が放物線軌道か楕円軌道かによって近日点が8月9-10日か、8月13-14日というばらつきがあった。レクセルは数年に渡って軌道計算を行い、軌道周期を5.58年と決定した。これほど短い周期の軌道にもかかわらず、レクセル彗星が知られていなかったのは、彗星の軌道が木星の重力によって変えられたためだとレクセルは述べている。レクセル彗星は最も早くに発見された木星族の彗星かつ地球近傍天体でもある。
レクセル彗星は二度と観察されることはなかった。レクセルはピエール＝シモン・ラプラスと協力してその後の調査を行ったところ、1779年に木星との相互作用によって軌道が摂動し、地球から観測できないほど遠くに遠ざかったか、太陽系から完全に脱出したかのどちらかだと主張した。現在、レクセル彗星は見失われた彗星であると考えられている。
軌道計算におけるレクセルの研究は、近代的な軌道決定法の始まりだと考えられている。1840年代にユルバン・ルヴェリエは彗星軌道のさらなる研究を行い、木星の中心から木星の半径の3.5倍の距離まで彗星が近づいたにもかかわらず、レクセル彗星は木星の衛星にはなったことがないことを示した。